# Georgetown (Connecticut)
Georgetown – jednostka osadnicza w Stanach Zjednoczonych, w stanie Connecticut, w hrabstwie Fairfield. W 2010 była zamieszkana przez 1805 osób.